# Félix San Vicente
Félix San Vicente Santiago (Bañares, 1952) è un docente, linguista e saggista spagnolo.
Linguista spagnolo di riferimento per l’ispanismo nell'ambito universitario in italia e all'estero. Professore Onorario dell’Università di Bologna, appartiene all'Accademia delle Scienze dell'Istituto di Bologna ed è Direttore responsabile della collana Contesti Linguistici dell'editore CLUEB di Bologna. L'attuale visione sulla ricerca linguistico-contrastiva tra le lingue italiana e spagnola, nell'approccio storico e moderno è riconducibile ai suoi contributi fondamentali nel campo della linguistica applicata della lingua spagnola. I suoi studi hanno contribuito alla ricostruzione della storia della tradizione lessicografica e grammaticale dello spagnolo  in Italia. I materiali da lui curati per lo studio dello spagnolo come lingua straniera sono considerati innovativi per l'approccio nell'indicazione degli esempi di genere per l'acquisizione di una maggiore consapevolezza sociolinguistica e pragmatica. In particolare la sua grammatica Contrastiva è stata adottata da diverse università italiane e straniere come testo obbligatorio per gli esami di Lingua moderna e letteratura, Lingua spagnola e traduzione.
Ha tenuto corsi in qualità di docente all'Università degli Studi del Molise, all'Università di Pisa, per poi diventare professore ordinario all'Università di Bologna presso l'ex Scuola Superiore di Lingue Moderne per Interpreti e Traduttori di Forlì, dove aveva insegnato fino dalla suo fondazione.  È stato Visiting Professor presso l'Università di Santiago di Compostela durante l'anno accademico 2007-2008. Fondatore e direttore del Centro Linguistico della Romagna (CLIRO), si è impegnato fin dagli anni '90 nella sperimentazione dell'apprendimento delle lingue straniere in rete (e-learning). Ha avuto il ruolo di Coordinatore / Presidente del Campus di Forlì dal 2010 al 2018.

## Opere
- Félix San Vicente, La prima metà dell`Ottocento. Il Romanticismo, in Maria Grazie Profeti (a cura di), L`età moderna della letteratura spagnola. L'Ottocento, Milano, La Nuova Italia, 2000,  pp. 3-246, ISBN 8822139356.
- (ES) Félix San Vicente, Eduardo Ayala e Patricia Gomez, El español de las artes y de los bienes culturales, Bologna, CLUEB, 2001, ISBN 978-88-491-1735-6.
- (ES) Félix San Vicente, La lengua de los nuevos españoles, Zaragoza, Libros Pórtico, 2001, ISBN 978-84-7956-026-3.
- (ES) Félix San Vicente, Filología, in Francisco Aguilar Piñal (a cura di), Historia Literaria de España en el siglo XVIII, Madrid, CSIC, 2001,  pp. 593-669, ISBN 8481641073.
- (ES) Félix San Vicente e J. C. Barbero, Actual. Gramatica para comunicar en español, Bologna, CLUEB, 2006, ISBN 978-88-491-2693-8.
- (ES) Félix San Vicente, En este país. El español de las ciencias sociales, Bologna, CLUEB, 2008, ISBN 978-88-491-3010-2.
- (ES) Félix San Vicente e Hugo E. Lombardini, Debate - el español de la política, Bologna, CLUEB, 2008, ISBN 978-88-491-3116-1.
- Félix San Vicente, J. C. Barbero e Felisa Bermejo, Contrastiva - Grammatica della lingua spagnola, Bologna, CLUEB, 2010, ISBN 978-88-491-3395-0.
- (ES) Félix San Vicente, Autor, norma y uso en los prólogos de DRAE (1780–2001), in L. Chierichetti e G. Garofalo (a cura di), Lengua y Derecho: líneas de investigación interdisciplinaria, Berna, Peter Lang, 2010,  pp. 215-248, ISBN 978-3-0343-0463-4.
- (ES) Félix San Vicente e Hugo E. Lombardini, Gramáticas de español para italófonos (siglos XVI–XVIII). Catálogo crítico y estudio, Münster, Nodus Publikationen, 2015, ISBN 978-3-89323-142-3.
- (ES) Félix San Vicente, El diccionario bilingüe: contenidos y finalidad, in Mª José Domínguez Vázquez e Mª Teresa Sanmarco Bande (a cura di), Lexicografía y didáctica. Diccionarios y otros recursos lexicográficos en el aula, New York, Peter Lang, 2017,  pp. 81-108, ISBN 9783631664483.
- (ES) Félix San Vicente, Gramática y aprendizaje de lenguas. Enfoques gramaticográficos, metalingüisticos y textuales, a cura di A. Zamorano Aguilar, Berlino, Peter Lang, 2018, ISBN 978-3631746066.